# Jacob Nielsen (cyclisme)
Pour les articles homonymes, voir Nielsen.
Jacob Nielsen Larsen, né le 12 janvier 1978 à Horsens, est un coureur cycliste et directeur sportif danois.

## Palmarès sur piste

### Coupe du monde
- 1999
  - 2e de la poursuite par équipes à Cali

### Championnats des Pays nordiques
- Champion des Pays nordiques de poursuite par équipes juniors en 1994 et 1995

### Championnats du Danemark
- Champion du Danemark de poursuite individuelle juniors en 1995
- Champion du Danemark de poursuite par équipes juniors en 1994 et 1995

## Palmarès sur route

### Par années
- 1995
  - 2e des Trois jours d'Axel
- 1996
  - 2e du championnat du Danemark du contre-la-montre juniors
  - 2e du championnat du Danemark du contre-la-montre par équipes juniors
  -  Médaillé d'argent au championnat du monde sur route juniors
- 2002
  - 2e du Poreč Trophy 5
- 2004
  - 4e étape de l'International Cycling Classic
- 2006
  - 2e étape du Tour du Siam
  - 11e étape de l'International Cycling Classic
  - 5e étape du Tour d'Indonésie
- 2007
  - 6e étape du Tour de la Martinique
  - 2e du Tour de Guyane
  - 3e du Tour de la mer de Chine méridionale
- 2009
  - Grand Prix Copenhagen Classic

### Classements mondiaux
| Année           | 2005 | 2006 | 2007 | 2008 | 2009 | 2010 | 2011   | 2012 |
| --------------- | ---- | ---- | ---- | ---- | ---- | ---- | ------ | ---- |
| UCI Asia Tour   | 91e  | 112e | 245e | 118e | 155e |      |        |      |
| UCI Europe Tour | 940e | 723e |      | 903e | 410e |      | 1 030e | 705e |